# Grzmiąca (województwo łódzkie)
Grzmiąca – wieś w Polsce położona w województwie łódzkim, w powiecie brzezińskim, w gminie Brzeziny. W latach 1975–1998 miejscowość administracyjnie należała do województwa skierniewickiego.
Grzmiąca jest siedzibą parafii pw. Podwyższenia Krzyża Świętego Kościoła Starokatolickiego Mariawitów i parafii pw. Przenajświętszego Sakramentu Kościoła Katolickiego Mariawitów (we wsi znajdują się świątynie parafialne).

## Zabytki
Według rejestru zabytków Narodowego Instytutu Dziedzictwa na listę zabytków wpisane są obiekty:
- cmentarz mariawitów, nr rej.: 937 z 10.11.1993
- dzwonnica, nr rej.: jw.
- ogrodzenie, nr rej.: jw.
- kościół mariawicki pw. Podwyższenia Krzyża Świętego (parafialny), 1908-11, nr rej.: A/78 z 3.06.2009